# Tešanj
Tešanj è un comune della Federazione di Bosnia ed Erzegovina situato nel Cantone di Zenica-Doboj con 46.135 abitanti al censimento 2013.

## Località
Il comune è formato dall'insieme delle seguenti località:
Bukva, Blaževci, Bobare, Cerovac, Čaglici, Čifluk, Dobropolje, Drinčići, Džemilić Planje, Jevadžije, Jelah, Jablanica, Jelah-polje, Kalošević, Karadaglije, Koprivci, Kraševo, Lepenica, Logobare, Lončari, Ljetinić, Mrkotić, Miljanovci, Medakovo, Mekiš, Novo Selo, Novi Miljanovci, Oraš Planje, Piljužići, Potočani, Putešić, Raduša, Rosulje, Ripna, Šije, Tešanj, Trepče, Tešanjka, Tugovići, Vrela, Vukovo, Hrvatinovići

## Società

### Evoluzione demografica
Negli ultimi censimenti la popolazione era così divisa dal punto di vista etnico:
| Composizione etnica |       |        |            |        |        |        |           |       |       |       |        |  |  |
| Anno                | Serbi | %      | Bosgnacchi | %      | Croati | %      | Jugoslavi | %     | Altri | %     | Totale |  |  |
| 1961                | 3.464 | 11,87% | 18.270     | 62,61% | 6.332  | 21,70% | 1.003     | 3,44% | 113   | 0,39% | 29.182 |  |  |
| 1971                | 2.692 | 7,76%  | 24.208     | 69,78% | 7.603  | 21,92% | 39        | 0,11% | 151   | 0,44% | 34.693 |  |  |
| 1981                | 3.152 | 7,21%  | 30.653     | 70,16% | 8.548  | 19,56% | 1.012     | 2,32% | 327   | 0,75% | 43.692 |  |  |
| 1991                | 3.078 | 6,36%  | 34.938     | 72,20% | 8.952  | 18,50% | 1.038     | 2,15% | 384   | 0,79% | 48.390 |  |  |
|                     |       |        |            |        |        |        |           |       |       |       |        |  |  |